# Metastelma myrtifolium
Metastelma myrtifolium är en oleanderväxtart som beskrevs av Joseph Decaisne. Metastelma myrtifolium ingår i släktet Metastelma och familjen oleanderväxter. Inga underarter finns listade i Catalogue of Life.